# Mimocoedomea fusca
Mimocoedomea fusca är en skalbaggsart som beskrevs av Stefan von Breuning 1940. Mimocoedomea fusca ingår i släktet Mimocoedomea och familjen långhorningar.
Artens utbredningsområde är Madagaskar. Inga underarter finns listade i Catalogue of Life.